# Guzar
Guzar (in uzbeko G‘uzor; in russo: Гузар) è il capoluogo del distretto di Guzar, nella regione di Kashkadarya in Uzbekistan. Ha una popolazione (calcolata per il 2010) di 26.592 abitanti. La città si trova circa 40 km a sud-est di Karshi, sulla strada M39 che congiunge Samarcanda a Termiz.